# Lamellidea microstoma
Lamellidea microstoma је пуж из реда Stylommatophora и фамилије Achatinellidae.

## Угроженост
Подаци о распрострањености ове врсте су недовољни.

## Распрострањење
Ареал врсте је ограничен на једну државу. 
Гвам је једино познато природно станиште врсте.